# Blaesoxipha richterae
Blaesoxipha richterae är en tvåvingeart som beskrevs av Boris Borisovitsch Rohdendorf och Yu. G. Verves 1977. Blaesoxipha richterae ingår i släktet Blaesoxipha och familjen köttflugor.
Artens utbredningsområde är Armenien. Inga underarter finns listade i Catalogue of Life.